# James Sowerby
James Sowerby (Londra, 21 marzo 1757 – Lambeth, 25 ottobre 1822) è stato un illustratore e naturalista inglese.

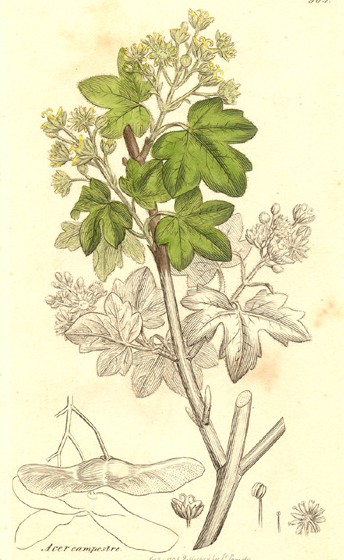
Illustrazione di Acer campestre di J. Sowerby

Si occupò, coltivando la sua passione per le scienze naturali, di botanica, mineralogia, geologia, paleontologia, malacologia e micologia, dipingendo centinaia di tavole descrittive.
Studiò arte alla Royal Academy di Londra e lavorò insieme a William Curtis, della cui opera botanica, Flora londinensis, egli curò le illustrazioni. 

## Opere
- Sir James Edward Smith & James Sowerby (1790-1814). English Botany, 36 voll.
- James Sowerby (1796-1815). Coloured figures of English Fungi or Mushrooms, 3 voll.